# Campionati europei di nuoto in vasca corta
I Campionati europei di nuoto in vasca corta (den. uff.: LEN European Short Course Swimming Championships) sono una manifestazione sportiva organizzata dalla LEN dedicata alle gare di Nuoto in vasca da 25 metri.
La prima edizione si è tenuta nel 1991 con la denominazione di Campionati europei di nuoto sprint; l'attuale denominazione è stata usata a partire dall'edizione del 1996.
La manifestazione si è sempre tenuta annualmente nel mese di dicembre ad eccezione delle edizioni 2010 e 2012, disputatasi nel mese di novembre per via della concomitanza con i campionati mondiali. Proprio questa concomitanza, e la conseguente eccessiva vicinanza temporale, ha portato la LEN alla decisione di far disputare l'evento a cadenza biennale: dall'edizione 2013 in poi i campionati si sono svolti esclusivamente negli anni dispari.

## Gare
Il programma dei campionati è passato dalle 14 gare disputate nelle prime quattro edizioni alle 38 disputate dal 1996 al 2010; nel 2012 il numero delle gare è salito a 40 con l'introduzione delle staffette a squadre miste; dal 2021 sono stati aggiunti gli 800 m stile libero maschili e i 1500 m stile libero femminili, portando le gare a 42. Le prove sono le seguenti:
Stile libero: 50 m, 100 m, 200 m, 400 m, 800 m, 1500 m;
Dorso: 50 m, 100 m, 200 m;
Rana: 50 m, 100 m, 200 m;
Delfino: 50 m, 100 m, 200 m;
Misti: 100 m, 200 m, 400 m;
Staffette: 4×50 m stile libero, 4×50 m mista;
Staffette a squadre miste: 4×50 m stile libero, 4×50 m mista.

## Edizioni
I paesi che hanno ospitato il maggior numero di edizioni dei campionati sono la Germania e la Gran Bretagna (3 volte); la Finlandia e la Danimarca (2).
| Anno                              | Sede                     | Date           | Num. gare | Num. atleti | Num. paesi | Miglior paese        |
| --------------------------------- | ------------------------ | -------------- | --------- | ----------- | ---------- | -------------------- |
| Campionati europei sprint         |                          |                |           |             |            |                      |
| 1991                              | Gelsenkirchen, Germania  | 6-8 dicembre   | 14        | n/d         | n/d        | Germania (7/7/5)     |
| 1992                              | Espoo, Finlandia         | 21-22 dicembre | 14        | n/d         | n/d        | Germania (4/6/4)     |
| 1993                              | Gateshead, Gran Bretagna | 11-13 novembre | 14        | n/d         | n/d        | Svezia (6/4/1)       |
| 1994                              | Stavanger, Norvegia      | 3-4 dicembre   | 14        | n/d         | n/d        | Germania (7/2/4)     |
| Campionati europei in vasca corta |                          |                |           |             |            |                      |
| 1996                              | Rostock, Germania        | 13-15 dicembre | 38        | n/d         | n/d        | Germania (14/14/11)  |
| 1998                              | Sheffield, Gran Bretagna | 11-13 dicembre | 38        | 355         | 34         | Germania (10/8/5)    |
| 1999                              | Lisbona, Portogallo      | 9-12 dicembre  | 38        | n/d         | n/d        | Svezia (9/7/1)       |
| 2000                              | Valencia, Spagna         | 14-17 dicembre | 38        | 370         | 35         | Svezia (10/4/2)      |
| 2001                              | Anversa, Belgio          | 13-16 dicembre | 38        | n/d         | n/d        | Germania (8/8/5)     |
| 2002                              | Riesa, Germania          | 12-15 dicembre | 38        | n/d         | n/d        | Germania (7/7/8)     |
| 2003                              | Dublino, Irlanda         | 11-14 dicembre | 38        | n/d         | n/d        | Germania (7/6/8)     |
| 2004                              | Vienna, Austria          | 9-12 dicembre  | 38        | n/d         | n/d        | Germania (9/5/8)     |
| 2005                              | Trieste, Italia          | 8-11 dicembre  | 38        | ~500        | 37         | Germania (5/4/7)     |
| 2006                              | Helsinki, Finlandia      | 7-10 dicembre  | 38        | ~600        | 36         | Germania (6/6/3)     |
| 2007                              | Debrecen, Ungheria       | 13-16 dicembre | 38        | 470         | 39         | Germania (5/7/7)     |
| 2008                              | Fiume, Croazia           | 11-14 dicembre | 38        | 530         | 40         | Russia (8/1/5)       |
| 2009                              | Istanbul, Turchia        | 10-13 dicembre | 38        | ~600        | 42         | Paesi Bassi (10/3/1) |
| 2010                              | Eindhoven, Paesi Bassi   | 25-28 novembre | 38        | 375         | 35         | Germania (10/8/4)    |
| 2011                              | Stettino, Polonia        | 8-11 dicembre  | 38        | 639         | 40         | Germania (7/2/1)     |
| 2012                              | Chartres, Francia        | 22-25 novembre | 40        | 425         | 35         | Francia (12/6/11)    |
| 2013                              | Herning, Danimarca       | 12-15 dicembre | 40        | 559         | 42         | Russia (13/5/4)      |
| 2015                              | Netanya, Israele         | 2-6 dicembre   | 40        | 500         | 48         | Ungheria (11/3/1)    |
| 2017                              | Copenaghen, Danimarca    | 13-17 dicembre | 40        | 550         | 47         | Russia (9/5/4)       |
| 2019                              | Glasgow, Gran Bretagna   | 4-8 dicembre   | 40        | 539         | 49         | Russia (13/5/4)      |
| 2021                              | Kazan', Russia           | 2-7 novembre   | 42        | 391         | 41         | Russia (11/5/8)      |
| 2023                              | Otopeni, Romania         | 5-10 dicembre  | 42        | ~400        | 41         | Regno Unito (9/8/6)  |

## Medagliere complessivo
Aggiornato a Otopeni 2023.
| Pos.   | Paese                |     |     |     | Totale |
| ------ | -------------------- | --- | --- | --- | ------ |
| 1      | Germania             | 140 | 135 | 115 | 390    |
| 2      | Russia               | 94  | 79  | 85  | 258    |
| 3      | Paesi Bassi          | 90  | 52  | 55  | 197    |
| 4      | Svezia               | 84  | 72  | 44  | 200    |
| 5      | Italia               | 82  | 98  | 88  | 268    |
| 6      | Ungheria             | 68  | 42  | 34  | 144    |
| 7      | Francia              | 56  | 56  | 51  | 163    |
| 8      | Gran Bretagna        | 52  | 75  | 87  | 214    |
| 9      | Ucraina              | 38  | 32  | 30  | 100    |
| 10     | Polonia              | 35  | 32  | 29  | 96     |
| 11     | Danimarca            | 23  | 42  | 33  | 98     |
| 12     | Spagna               | 19  | 25  | 24  | 68     |
| 13     | Slovacchia           | 19  | 7   | 8   | 34     |
| 14     | Slovenia             | 18  | 17  | 22  | 57     |
| 15     | Finlandia            | 15  | 13  | 14  | 42     |
| 16     | Austria              | 12  | 16  | 16  | 44     |
| 17     | Croazia              | 12  | 15  | 12  | 39     |
| 18     | Rep. Ceca            | 11  | 17  | 19  | 47     |
| 19     | Lituania             | 8   | 8   | 11  | 27     |
| 20     | Bielorussia          | 7   | 11  | 23  | 41     |
| 21     | Svizzera             | 7   | 9   | 8   | 24     |
| 22     | Islanda              | 6   | 3   | 4   | 13     |
| 23     | Serbia               | 5   | 4   | 4   | 13     |
| 24     | Grecia               | 4   | 5   | 13  | 22     |
| 25     | Norvegia             | 3   | 9   | 16  | 28     |
| 26     | Belgio               | 3   | 7   | 10  | 20     |
| 27     | Unione Sovietica     | 3   | 2   | 2   | 7      |
| 28     | Irlanda              | 3   | 1   | 9   | 13     |
| 29     | Estonia              | 1   | 8   | 6   | 15     |
| 30     | Israele              | 1   | 5   | 11  | 17     |
| 31     | Romania              | 1   | 4   | 10  | 15     |
| 32     | Turchia              | 1   | 3   | 5   | 9      |
| 33     | Serbia e Montenegro  | 1   | 1   | 0   | 2      |
| 34     | Bulgaria             | 1   | 0   | 2   | 3      |
| 35     | Portogallo           | 0   | 1   | 3   | 4      |
| 36     | Fær Øer              | 0   | 1   | 0   | 1      |
| 37     | Liechtenstein        | 0   | 0   | 1   | 1      |
| 37     | Bosnia ed Erzegovina | 0   | 0   | 1   | 1      |
| Totale | Totale               | 923 | 907 | 905 | 2735   |